# 성덕고등학교 (광주)
성덕고등학교(成德高等學校)는 대한민국 광주광역시 광산구 장덕동에 있는 공립 고등학교이다.

## 학교 연혁
- 2012년 1월 1일 : 광주시립학교 설치조례에 의해 성덕고등학교 정식 개교 승인
- 2012년 3월 1일 : 제1대 김광중 교장 취임
- 2012년 3월 2일 : 제1회 입학식(421명)
- 2015년 2월 11일 : 제1회 졸업식(417명)
- 2024년 3월 1일 : 제6대 배성임 교장 취임
- 2025년 1월 24일 : 제11회 졸업식(311명)
- 2025년 3월 4일 : 제14회 입학식(321명)

## 참고 자료
- 성덕고등학교 - 한국교육학술정보원 학교알리미